# Coleophora albociliella
Coleophora albociliella é uma espécie de mariposa do gênero Coleophora pertencente à família Coleophoridae.